# Broadcast
Broadcast – rozsiewczy (rozgłoszeniowy) tryb transmisji danych polegający na wysyłaniu przez jeden port (kanał informacyjny) pakietów, które powinny być odebrane przez wszystkie pozostałe porty przyłączone do danej sieci (domeny rozgłoszeniowej).

## Broadcastw sieci lokalnej (Ethernet)
W sieci lokalnej Ethernet w warstwie łącza danych informacją rozgłoszeniową jest adres MAC, którego wszystkie bity mają wartości 1 (FF:FF:FF:FF:FF:FF).
Jest on przeważnie wykorzystywany w protokole ARP (Address Resolution Protocol) do przekształcania adresów sieciowych (np. adresów IP) na adresy ethernetowe (MAC).
Zakładając, że stacja A chce wysłać dane do stacji B, lecz nie zna jej adresu MAC, a wyłącznie adres IP. Stacja A wysyła wówczas ramkę rozgłoszeniową (broadcast), która zawiera adres IP stacji B, dociera on do wszystkich stacji w danej sieci. Wtedy stacja B po otrzymaniu ramki rozgłoszeniowej (tak jak wszystkie stacje) porównuje wysłany w ramce adres IP ze swoim i po stwierdzeniu, że są jednakowe, wysyła stacji A swój adres MAC – połączenie może zostać nawiązane.

## Broadcastwadresowaniu IP
W adresowaniu IP w sieciach lokalnych zarezerwowano jeden adres jako rozgłoszeniowy. Aby wyznaczyć adres broadcast (adres rozgłoszeniowy) dla danej sieci, trzeba znać adres IP hosta oraz maskę podsieci.
Zakładając, że adres IP to 212.51.219.32, co w systemie binarnym daje postać: 11010100.00110011.11011011.00100000, zaś maska podsieci to 255.255.255.192, czyli binarnie: 11111111.11111111.11111111.11000000. Oznacza to, że 26 bitów dotyczy numeru sieci (26 jedynek) i 6 bitów numeru hosta.
Cała operacja sprowadza się do wstawienia w adres IP jedynek na ostatnich n pozycjach, na których w masce znajdują się zera, gdzie n oznacza liczbę bitów hosta – w tym przypadku 6
11010100.00110011.11011011.00100000 adres IP
11111111.11111111.11111111.11000000 maska
11010100.00110011.11011011.00111111 broadcast
Używając logicznych wyrażeń bitowych operację tę można zapisać jako:
broadcast = adresIP | (! maska)
Zatem adres broadcast to 11010100.00110011.11011011.00111111, co w przeliczeniu na system dziesiętny daje 212.51.219.63.

## Broadcastw sieciachHDLC
W tych sieciach adres jest polem 8-bitowym. Adres rozgłoszeniowy jest adresem wypełnionym (binarnie) jedynkami.

## Cell broadcast
Cell Broadcast to usługa polegająca na rozsyłaniu pewnych informacji (przypominających SMS-y) do abonentów sieci znajdujących się w zasięgu jednej stacji bazowej BTS. Mogą to być informacje na temat sytuacji na drogach, prognoza pogody, informacje o lokalizacji najbliższego postoju taksówek, posterunku policji, szpitala. Są pogrupowane tematycznie i nadawane na osobnych kanałach.
W Polsce najczęściej występuje w ograniczonej formie zwanej Cell Info (kanał 50) – usługa polegająca na wyświetlaniu na wyświetlaczu telefonu komórkowego nazwy województwa, gminy, miejscowości, nazwy geograficznej, pasma geograficznego, osiedla, dzielnicy, galerii handlowej, szkół wyższych, salonu Operatora, biurowca, hotelu, lotniska, ulicy, ronda, mostu, linii metra, parku, rzeki, skweru, zbiornika wodnego, zakładu przemysłowego, a nawet miejsc kultu świętego, w którym abonent aktualnie się znajduje.